# Stephan Schmidheiny

Stephan Schmidheiny (1992)

Stephan Ernest Schmidheiny (Balgach, 29 ottobre 1947) è un imprenditore svizzero, proprietario di Eternit, considerato da Forbes tra i più ricchi con un patrimonio nel 2021 di 2,3 miliardi. È stato condannato a 18 anni di carcere dalla Corte d'Appello di Torino per il disastro ambientale provocato dall'amianto negli stabilimenti Eternit in Italia e nei territori limitrofi,  poi prosciolto in via definitiva per intervenuta prescrizione del reato e rimasto unico imputato nel processo Eternit-bis per l'ipotesi di reato di omicidio volontario di 258 persone.

## Biografia
Stephan Ernest Schmidheiny è nato a Heerbrugg, presso Balgach, nel cantone di San Gallo, in Svizzera, il 29 ottobre 1947; esponente della quarta generazione di una delle più importanti dinastie industriali svizzere, ha completato i suoi studi in giurisprudenza con un dottorato all'università di Zurigo nel 1972. La sua carriera è iniziata all'azienda di famiglia Eternit di Niederurnen, da lui ereditata; nel 1976 è stato nominato CEO del gruppo svizzero Eternit. In base a quanto dichiarato dal fratello Thomas Schmidheiny, il loro padre, Max, aveva deciso di dividere il suo impero industriale in due settori: l'amianto per Stephan e il cemento per Thomas.
Secondo la sua biografia ufficiale, nel 1986 Stephan Schmidheiny fece interrompere l'uso dell'amianto nella sua industria; alcuni anni dopo diversificò i suoi investimenti, creando un conglomerato multinazionale di società azionarie nei campi dello sfruttamento forestale, delle banche, dei beni di consumo, della produzione di energia elettrica, e della strumentazione ottica. Durante tale periodo, fondò parecchie industrie e divenne anche un rinomato architetto industriale. Essendogli stato riconosciuto tale ruolo, divenne membro del consiglio di amministrazione di importanti società come ABB, Nestlé, Swatch e UBS.
Nel 1980 creò FUNDES, un'organizzazione che sostiene lo sviluppo di piccole e medie imprese in diversi paesi dell'America Latina. In base a recenti testimonianze svizzere, Stephan Schmidheiny iniziò ad acquistare porzioni di terreno forestale in Cile nel 1982, allora sotto il regime militare di Augusto Pinochet, e possiede adesso oltre 120.000 ettari di terra nel Cile meridionale, presso Concepción; si tratta di terre che il popolo dei Mapuche reclama come proprie da tempo immemore. I Mapuche hanno formulato l'accusa che una parte delle terre comprate da Schmidheiny erano state sottratte con la forza durante la dittatura di Augusto Pinochet, mediante sistemi usuali di intimidazione, tortura e assassinio.
Nel 1990 Stephan Schmidheiny è stato nominato capoconsulente per gli affari e l'industria presso la Segreteria Generale della Conferenza ONU per l'Ambiente e lo Sviluppo (UNCED), meglio noto come Conferenza di Rio (1992). Creò un forum i cui i più importanti uomini d'affari provenienti da tutte le parti del mondo svilupparono una prospettiva economica per fare fronte alle "sfide ambientali" in termini di sviluppo. Tale forum divenne in seguito il World Business Council for Sustainable Development (WBCSD), un'organizzazione che conta, tra i suoi membri, le 160 più importanti società del pianeta. Stephan Schmidheiny ne è stato nominato presidente onorario.
Negli anni '90 del XX secolo ha creato anche la Fondazione AVINA, allo scopo di contribuire allo "sviluppo sostenibile" nell'America Latina incoraggiando alleanze produttive tra i vari leader politici e economici; oggi è ritenuto una delle più importanti figure in tale campo.
Dopo la creazione del VIVA Trust nel 2003, Stephan Schmidheiny si è ritirato da tutte le sue funzioni esecutive, comprese le sue cariche societarie in GrupoNueva e AVINA.
Bilanz, una rivista svizzera dedicata all'economia, nel suo numero del dicembre 2008 ha stimato il patrimonio di Stephan Schmidheiny nella somma di 1.9 miliardi di sterline britanniche.

## Processo e condanne per disastro ambientale
Stephan Schmidheiny e il barone belga Jean-Louis Marie Ghislain de Cartier de Marchienne sono stati sottoposti a giudizio penale in Italia per aver esposto i lavoratori di Eternit e la cittadinanza all'amianto. Il procedimento legale è iniziato al Palazzo di Giustizia di Torino il 10 dicembre 2009. Il processo è stato istituito in seguito all'azione legale collettiva promossa da circa 6000 persone che chiedevano il riconoscimento dei danni causati con la morte di circa 3000 persone che lavoravano e/o vivevano nei pressi delle installazioni Eternit in Italia. Dopo anni di indagini, il procuratore della Repubblica Raffaele Guariniello ottennero il rinvio a giudizio di Schmidheiny e Cartier de Marchienne; sono stati ammessi come parti civili 2619 ex dipendenti Eternit degli stabilimenti di Casale Monferrato (provincia di Alessandria), Rubiera (provincia di Reggio Emilia) e nel quartiere Bagnoli di Napoli, nonché 270 familiari o residenti in loco che sono stati esposti in vario modo agli effetti cancerogeni dell'amianto. Stephan Schmidheiny e Cartier de Marchienne (nel frattempo deceduto) sono stati ritenuti responsabili diretti delle numerose morti per mesotelioma avvenute tra gli ex dipendenti Eternit e tra la popolazione.
L'accusa aveva richiesto la pena massima di 12 anni di carcere, richiedendo ulteriori 8 anni poiché l'amianto può contaminare gli alimenti anche decenni dopo la loro esposizione. Il 4 luglio 2011 al Tribunale di Torino, il procuratore richiese quindi 20 anni di carcere sia per Stephan Schmidheiny che per Cartier de Marchienne. L'istruttoria, durata cinque anni, aveva determinato che i due erano effettivamente e oggettivamente responsabili di tutte le azioni societarie e industriali della Eternit negli anni '70, accusa respinta dalla difesa degli imputati.
Il 13 febbraio 2012 il Tribunale di Torino emette una sentenza storica, condannando in primo grado De Cartier e Schmidheiny a 16 anni di reclusione per "disastro ambientale doloso permanente" e per "omissione volontaria di cautele antinfortunistiche", e obbligandoli al risarcimento di circa 3000 parti civili oltre al pagamento delle spese giudiziarie. Il caso Eternit è il primo al mondo in cui i vertici aziendali vengono condannati, costituendo un precedente importante che potrebbe dare il via a decine di processi in tutta Europa. Stephan Schmidheiny non si è mai presentato ad alcuna delle udienze, ivi compresa quella in cui è stato emesso il verdetto.
Il 3 giugno 2013 è stata emessa la sentenza di appello con la quale la Corte d'Appello di Torino ha non soltanto confermato, ma aumentato la pena inflitta a Stephan Schmidheiny a 18 anni di carcere. La medesima Corte d'Appello di Torino ha sancito il non luogo a procedere per Cartier de Marchienne per sopravvenuto decesso dell'imputato.
Il 19 novembre 2014, la Corte Suprema di Cassazione annulla senza rinvio la sentenza di appello per sopravvenuta prescrizione del reato comunque commesso. Il Procuratore Generale Iacoviello nella sua requisitoria ha infatti sostenuto che l'imputato Schmidheiny sia responsabile di tutte le condotte che gli sono state ascritte, ma che il giudice tra diritto e giustizia deve sempre scegliere il diritto.
Nel dicembre del 2014 il magistrato Sara Panelli, uno dei pubblici ministeri del processo, e Rosalba Altopiedi, consulente per la Procura nell'inchiesta, hanno pubblicato un e-book dal titolo "Eternit: Il grande processo" che racconta e ricostruisce alcune fasi del processo. Temendo ripercussioni sulla sua immagine date dalla diffusione internazionale del testo, Schmidheiny, tramite un suo legale, ha ordinato e ottenuto il blocco della distribuzione su Amazon della versione in inglese.

## Processo per omicidio di 258 persone
Stephan Schmidheiny è anche imputato nel processo detto "Eternit Bis" che lo vede accusato dell'omicidio volontario di 258 persone decedute fra il 1989 e il 2014, con la prima udienza fissata per il 12 maggio 2015. Il processo Eternit Bis è stato rinviato, in attesa del parere della Corte Costituzionale, che deve pronunciarsi sulla legittimità a procedere. In attesa del pronunciamento, i pm Raffaele Guariniello e Gianfranco Colace si preparano a contestare 94 nuovi casi di morte per amianto che si andrebbero ad aggiungere ai 258 già segnalati.
Il GUP di Torino ha tuttavia negato la contestazione di reato doloso come proposta dai PM torinesi ed ha quindi determinato il regresso a indagini preliminari del fascicolo e lo "spacchettamento" del processo sui vari uffici giudiziari competenti territorialmente rispetto agli stabilimenti di produzione Eternit in Italia; nonostante ciò il processo eternit-bis è ripartito con le nuove contestazioni da parte delle singole procure, che nel caso di Napoli ha riproposto la accusa di omicidio doloso, tuttora all'esame del GUP di Napoli.
L’industriale svizzero Stephan Schmidheiny è stato condannato a 12 anni di carcere per le morti legate all’amianto, il reato è stato derubricato da omicidio volontario con dolo eventuale a omicidio colposo. Questa la sentenza in Corte d’Assise a Novara del processo Eternit bis per la morte di 392 persone vittime dell’esposizione al minerale nel territorio di Casale Monferrato. Schmidheiny è stato condannato anche a pagare 50 milioni di euro di risarcimento al Comune di Casale, 30 milioni allo Stato italiano e centinaia di milioni ai familiari delle vittime.
PROCESSO ETERNIT BIS - Novara 7 GIUGNO 2023
Nei confronti dell’imprenditore svizzero i pubblici ministeri Gianfranco Colace e Mariagiovanna Compare avevano chiesto l’ergastolo. Gli avvocati della difesa, Astolfo Di Amato e Guido Carlo Alleva, avevano chiesto l’assoluzione perché il fatto non sussiste» per mancanza di prova sul nesso di causalità, e in seconda battuta «perché il fatto non costituisce reato».
«Finalmente un giudice ha dato un nome e un cognome alla tragedia di Casale Monferrato». Così al termine della lettura della sentenza del processo Eternit bis il pm Gianfranco Colace che ha aggiunto «ora sappiamo che il responsabile è l'imputato che noi avevamo tratto a giudizio». «Siamo soddisfatti del nostro lavoro, avevamo portato una mole imponente di prove, siamo convinti che i criteri che la suprema corte con il caso Thyssen aveva dettato per distinguere tra il dolo eventuale e la colpa cosciente ricorressero in questo caso - ha proseguito - leggeremo attentamente le motivazioni e valuteremo se fare appello perché credo sia un caso che meriti di essere ulteriormente vagliato». «A Casale Monferrato ogni anno si ammalano 50 persone e non ancora finita né dal punto di vista sanitario ne' da quello giudiziario», ha detto ancora.
Il sindaco di Casale Monferrato, Federico Riboldi, ha commentato la sentenza: «Siamo parzialmente soddisfatti. È stato messo un punto chiaro. Non so se i familiari delle vittime avranno i risarcimenti. Certo è che si è stabilito che chi poteva intervenire sapeva e non l’ha fatto».
«Finalmente accanto al nome di Stephen Schmidheiny è comparsa la parola colpevole. Egli è quindi riconosciuto oggi come criminale colpevole di omicidio colposo aggravato ed è stato condannato a risarcire lo Stato, la città di Casale Monferrato, le organizzazioni sindacali, le associazioni e le famiglie delle vittime», ha aggiunto Riboldi: «Sicuramente la condanna a 12 anni di carcere non soddisfa appieno la sete di giustizia di un territorio e di una comunità che dopo anni continua a soffrire a causa delle conseguenze di quelle azioni commesse da chi ha anche avuto la responsabilità di fuggire da Casale abbandonando uno stabilimento nel territorio cittadino che era una vera e propria bomba nociva per la salute».
«Finalmente il responsabile della strage silenziosa consumatasi per decenni a Casale Monferrato ha ufficialmente un nome e cognome. La sentenza restituisce al territorio casalese, e all'Italia tutta, un rinnovato senso di giustizia dal quale ripartire con maggior serenità per completare il percorso di bonifica e cura di un territorio che ancora sta facendo i conti con gli effetti nefasti dell'inquinamento da amianto e dove ogni anno ancora si ammalano oltre 50 persone». Ad affermarlo in una nota congiunta sono Stefano Ciafani, Presidente nazionale di Legambiente , Giorgio Prino, Presidente di Legambiente Piemonte e Valle d'Aosta, e Vittorio Giordano, Presidente del Circolo Legambiente “Verdeblu” di Casal M.to dopo che l’imprenditore svizzero Stephan Schmidheiny è stato condannato dalla Corte di Assise di Novara a 12 anni di reclusione per omicidio colposo aggravato. (il Sole 24 ore - 7 Giugno 2023)

## Vita privata
Dal 1974 al 2002 Stephan Schmidheiny è stato sposato con Ruth Schmidheiny (amministratrice della Daros Latinamerica AG). Hanno avuto  un figlio e una figlia. Dal 2012 è sposato con la dottoressa Viktoria Schmidheiny-Werner. Vive a Hurden, Svizzera.